# Vbox7
Vbox7 (произнася се „ви бокс седем“) e българска цифрова видео развлекателна платформа.
Създаден е в края на 2006 г. от Богомил Павлов, като още следващата година е закупен от „Нетинфо“. Vbox7.com е част от портфолиото на Нетинфо и Нова Броудкастинг Груп. Сайтът позволява на потребителите да гледат, качват, харесват и коментират видеа. Платформата предлага авторско видео съдържание, а сред най-популярните рубрики на уебсайта са „Топ 40“, „Топ Авторски“, „Топ БГ музика“ и „Популярни днес“
През 2015 г. заедно с Нова Броудкастинг Груп стартира продуцентската компания 7Talents за разпространение на оригинално авторско съдържание. Сред уеб сериалите на платформата са „Не така, брат!“, „Следвай ме“, „Апартамент 404“, „Десет първи срещи“, „Килерът“, „Новакът“, „Summer Flirt“, както и онлайн предавания като „Без бутонки“, „Didi’s kitchen“, „Дръж ми пуканките“ и други. През март 2014 Vbox7.com пуска и мобилното си приложение.
На 15 януари 2024 г. платформата спира възможността за качване на ново потребителско съдържание, като остават само партньорски и договорни клипове. От тази дата всички потребителски клипове, качени на сайта от 2006 г. са публично недостъпни за гледане. Клиповете продължават да са достъпни за гледане, но само за лично ползване от съответните потребители, които са ги качили.
PR екипа на Нова Броудкастинг Груп, която е собственик на НетИнфо, потвърждава:
„Действително, считано от 15 януари 2024 г. всички клипове, които нямат значки и представляват user generated content (UGC), не са публично достъпни на платформата Vbox7.com. Същите не са изтрити като продължават да са достъпни за личен преглед и ползване от съответните потребители, които са ги качили в профилите на всеки от тях.
В съвременното почти изцяло дигитално общество поддържането на UGC уебсайт е все по-трудно с оглед множество претенции, касаещи авторството. В тази връзка, предприемането на конкретната стъпка е продиктувана от желанието ни съдържанието на сайта да бъде с изцяло уредени авторски права. Всеки потребител има възможност да се запознае с условията на партньорската ни програма, като при заявка по нея екипът ни преценява дали съответният потребител отговаря на условията за монетизация или за получаване на значки AVT или THE (с оглед типа съдържание, което качва).

## История
Сайтът е създанен на 30 юли 2006 г. и пуснат официално на 2 август същата година. През 2007 г. е закупен от „Нетинфо“. На 6 февруари 2012 стартира мобилната версия на сайта, а две години по-късно е направено и мобилно приложение. В началото на юни 2014 Vbox7.com стартира партньорска програма.
В началото на 2016 г. от сайта биват премахнати редица канали, чиято гледаемост е „под средните стойности за платформата“. Същата година, от Нетинфо заявяват, че трудният преход от потребителско към собствено съдържание е завършен.
Към края на 2016 мобилната и десктоп версията на сайта биват слети и дизайнът на сайта е изцяло обновен. През 2019 дизайнът на сайта е отново освежен, като новост е премахването на дислайк бутона (обозначен като „Тъпо е“ в предходните версии). Оставен е само бутона за харесване (обозначен като „Яко е“).
Любопитен факт е, че през юни 2007 г., едва 10 месеца след старта, платформата е преименувана временно на Zazz.bg, тъй като екипът смята, че новото име звучи „по-сериозно“. След масови недоволства от потребителите още същото лято платформата връща оригиналното име Vbox7.

## Характеристики

### Видео плеър
По подразбиране се използва HTML 5 видео плеър (първоначално с Adobe Flash player).

### Качване на видео
Всеки новорегистриран потребител може да качва клип до 20 минути или по-дълъг, но с размер до 500 MB. След като профилът става доверен, той може да качва клипове до 35 минути или по-дълги, но отново ограничени до 500 MB. Партньорите на сайта нямат лимит за качване. Разрешените за качване видео формати са avi, mpg, wmv, 3gp, flv, mp4, mov и mkv.

### Качество и Формати
Първоначално сайтът използва flv видео. Впоследствие той преминава към mp4, като вече се поддържа и HD до 1080p. За кратко в мобилната версия на сайта се появяват и 3gp 240p клипове.

### Достъпност на съдържанието
Съдържанието на Vbox7.com е изцяло достъпно в България, но извън територията на страната голяма част от клиповете са недостъпни през обикновения HTML 5 плейър.